# 切切
切切，是匈牙利诺格拉德州所辖的一个村。总面积21.73平方公里，总人口896，人口密度41.2人/平方公里（2011年1月1日）。